# Johan Martin Jacob af Tengström
Johan Martin Jacob af Tengström, född 10 november 1821 i Åbo, död 25 december 1890 i Lojo, var en finländsk entomolog och läkare. Han var son till Johan Magnus af Tengström.
Efter att 1839 ha blivit student vid Helsingfors universitet blev af Tengström 1845 amanuens vid dess zoologiska museum.  År 1851 kreerad till kirurgie magister, förordnades han samma år till provinsialläkare i Kexholms distrikt. Han utnämndes 1853 till stadsläkare i Kexholm och 1862 till ordinarie provinsialläkare i nyssnämnda distrikt, varifrån han 1879 transporterades till Lojo.
Efter att som student ha påbörjat sina undersökningar av Finlands fjärilsfauna företog af Tengström flera forskningsresor, bland annat till ryska Karelen, och bedrev 1848–49 omfattande samlande av fjärilar i Amerika och Ostindien. 
Bland af Tengströms skrifter, alla införda i de av Societas pro fauna et flora fennica utgivna "Notiser", kan nämnas Bidrag till Finlands fjärilfauna (1848), Geometridæ, Crambidæ et Pyralidæ faunæ fennicæ. Anmärkningar och tilllägg till Finlands små fjärilfauna (1859), Catalogus Lepidovterorum faunæ fennicæ præcursorius (1869) och Nykomlingar för finska fjärilfaunan (1875). Han var ledamot av Finska vetenskapssocieteten.

## Utmärkelser
- Sankt Annas orden, tredje klass,  1869[1]

[Redigera Wikidata]